# Самойленко Олександр Григорович
Самойленко Олександр Григорович (нар.17 квітня 1970, с. Скурати, Малинський район, Житомирська область) — український історик. Ректор Ніжинського державного університету. Заслужений працівник освіти України (2020 р.)

## Біографія
Народився 17 квітня 1970 року в селі Скурати Малинського району Житомирської області в сім'ї освітян. У 1993 році закінчив історичний факультет Чернігівського державного педагогічного інституту ім. Т. Г. Шевченка (нині - Національний університет "Чернігівський колегіум" імені Т.Г. Шевченка).
У 2000 році захистив дисертацію на здобуття наукового ступеня кандидата історичних наук на Спеціалізованій вченій раді при Київському національному університеті імені Тараса Шевченка.
З 1993 року працював на посадах викладача-стажиста, асистента кафедри історії Ніжинського педагогічного інституту імені М. В. Гоголя та доцента кафедри всесвітньої історії Ніжинського державного педагогічного університету імені Миколи Гоголя. У 1999—2003 рр. обіймав пасаду заступника декана з навчально-методичної роботи історико-правознавчого факультету, у 2004—2007 рр. — завідувача кафедри всесвітньої історії, у 2008-2016 рр.  — проректор з науково-педагогічної та методичної роботи Ніжинського державного університету імені Миколи Гоголя.
Член Національної спілки краєзнавців України. Упродовж тривалого часу був членом журі Міжнародного студентського турніру з історії та членом і головою журі Всеукраїнського турніру юних істориків, членом-експертом Експертної комісії МОН України підручників зі всесвітньої історії для 7 класів загальноосвітніх навчальних закладів. Член редакційної колегії низки наукових і науково-популярних видань.
30 березня 2016 року у другому турі виборів ректора НДУ ім. М. Гоголя Самойленко Олександр Григорович отримав 278 голоси виборців (73,2 %). З 11 квітня 2016 року призначений на посаду ректора НДУ. 29 квітня 2021 року переобраний на посаду ректора на другий термін (набрав у першому турі 84% з 87% виборців, які брали участь у голосуванні). 

## Науковий доробок
Основний напрямок дослідження — історіографія та методологія історії, історичне краєзнавство, історія освіти, науки та культури України. Автор понад 200 наукових і науково-методичних праць, у тому числі 12 монографій, 10 підручників і навчальних посібників, статей у вітчизняних і зарубіжних фахових журналах, у тому числі в Австрії, Азербайджані, Болгарії, Казахстані, Німеччині, Польщі, Чехії. Набув досвіду співпраці із закордонними колегами з США, Великої Британії, країн ЄС та Магрібу у ході реалізації низки міжнародних проєктів. Підвищував професійний рівень під час стажувань у Санкт-Петербурзькому (2008—2011) та Варшавському університеті (2008, 2012, 2014).
Найбільш вагомі публікації:
- Самойленко Г. В. Ніжинський державний педагогічний університет імені Миколи Гоголя / Г. В. Самойленко, О. Г. Самойленко. — Ніжин, 1999. — 278 с.
- Культура Чернігівщини ХІ – першої половини ХVІІ століття. – Ніжин, 2004. - 92 с.
- Самойленко Г. В., Самойленко О. Г. Ніжин — європейське місто / Сіверський інститут регіональних досліджень; Ред.: В. М. Бойко, Л. А. Чабак, А. А. Гапієнко. — Чернігів: Видавець Лозовий В. М., 2010. — 72 с.
- Спеціальні історичні дисципліни. Навчальний посібник для студентів заочної форми навчання. – Ніжин, 2004. – 130 с.
- Ніжинська вища школа: сторінки історії. – Ніжин: Видавництво НДУ ім. М.Гоголя; ТОВ «Аспект – Поліграф», 2005. – 420 с.
- Чернігівщина. 1932-1933. Пошук…Пам’ять / Упорядники В.К.Швець, О.Г.Самойленко. – Ніжин, 2012. – 255 c.
- Всесвітня історія. Тести. 6-11 класи: Посібник / За ред. Л.М.Мицик. – Київ, 2007. – 368 с. з Грифом МОН України
- Вища педагогічна освіта і наука України: історія, сьогодення та перспективи розвитку. Чернігівська область. – К.: Видавництво «Знання України», 2013. – 420 с. (Колектив авторів)
- Поляки в Ніжині та їх роль у розвитку культури міста (ХІІ – ХХІ століття) / Г.В. Самойленко, О.Г. Самойленко. – Ніжин, 2019. – 210 с.

## Родина
Дружина Олена — кандидат педагогічних наук, доцент, працює в НДУ ім. М. Гоголя доцентом кафедри педагогіки, початкової освіти, психології та менеджменту. Мають двох дітей. Донька Анастасія (2000 р.н.) отримала диплом магістра з відзнакою КНТЕУ (нині - Державний торговельно-економічний університет) . Син Андрій (2015 р.н.) навчається в Гімназії №10 м. Ніжина.

## Відзнаки
- Нагрудний знак МОН України "Відмінник освіти України", 2005
- Нагрудний знак МОН України "За наукові досягнення", 2010
- Почесна Грамота Чернігівської обласної державної адміністрації, 2020
- Почесна Грамота Міністерства освіти і науки України, 2007
- Почесна Грамота Кабінету Міністрів України, 2016
- Почесна Грамота Верховної Ради України, 2010
- Заслужений працівник освіти України[3]
- Орден Архистратига Михаїла, ІІ ст. Православної Церкви України, 2020